# Lar (editorial)

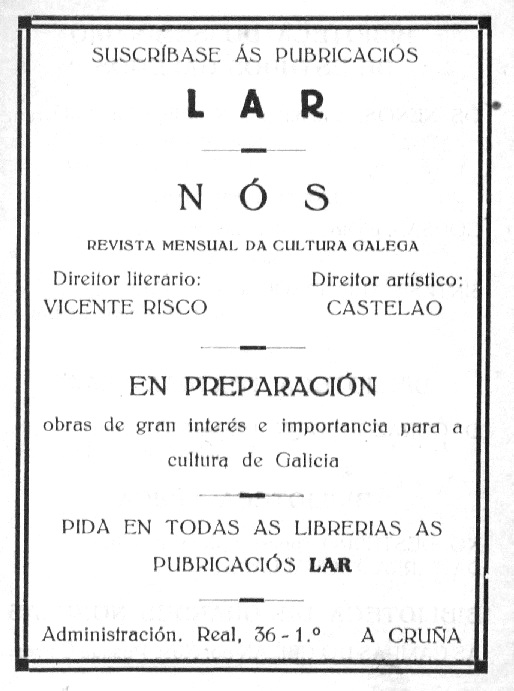
Publicidad de la época.

Lar fue una editorial de La Coruña, continuadora de la Editorial Céltiga, que publicó con periodicidad irregular, de 1924 a 1928, una colección de novelas cortas. Estaba dirigida por Leandro Carré Alvarellos y administrada por Ángel Casal. Los cinco primeros números se editaron en la imprenta Moret. La portada de la colección estaba diseñada por Camilo Díaz Baliño.
Cesó en 1928, dando paso a la Editorial Nós.

## Publicaciones
En su primer número, publicado en diciembre de 1924, incluía la novela A miña muller, de Wenceslao Fernández Flórez. En el segundo número, publicado el 20 de diciembre de 1924, incluía la novela O anarquista, de Leandro Pita. En el tercero número, publicado el 3 de enero de 1925, incluía la novela O pastor de doña Silvia, de Aurelio Ribalta.
Posteriormente se publicaron las siguientes obras de novela corta:

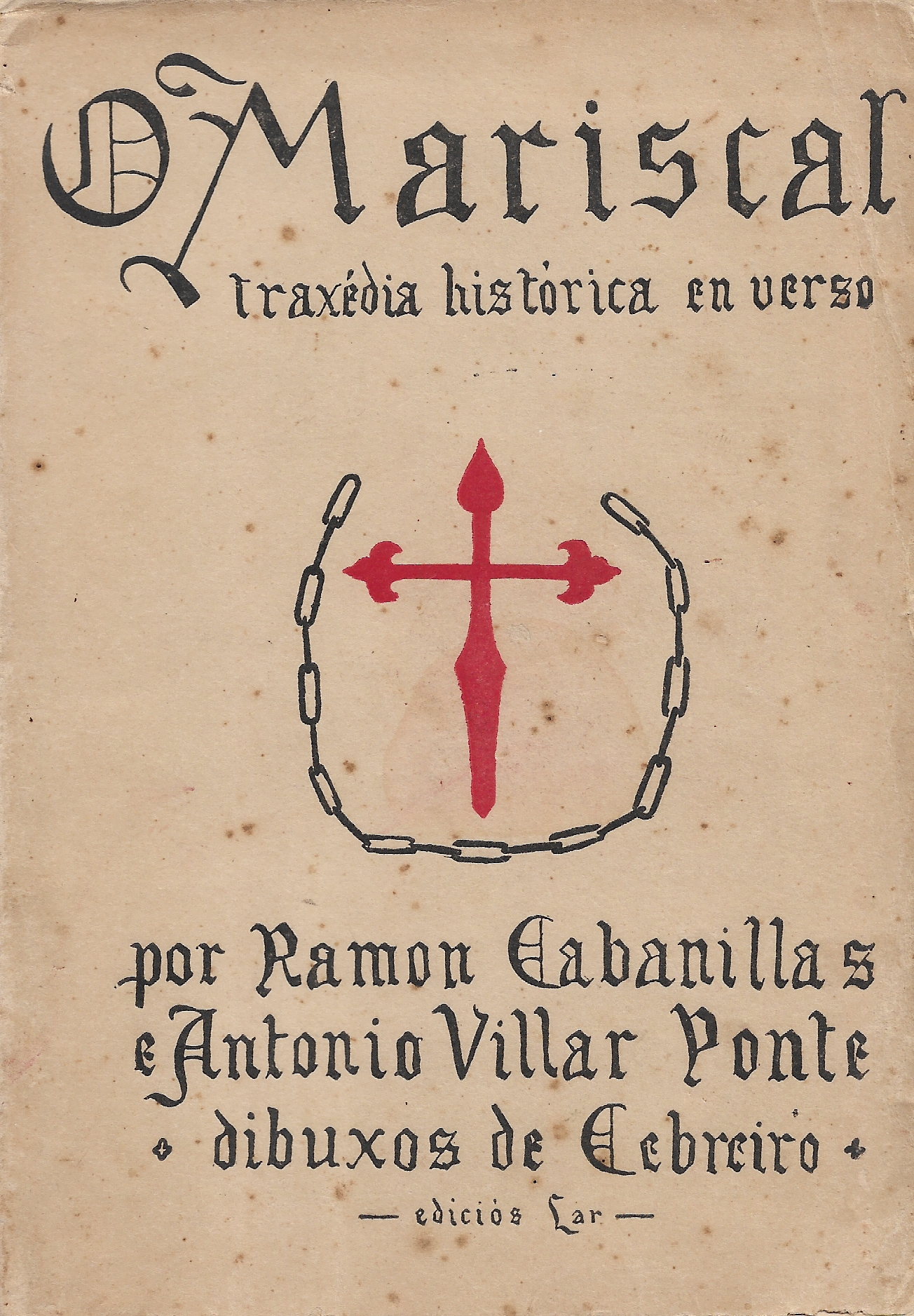
O Mariscal. 1926. Edicións Lar.

- 4. Naiciña, de Leandro Carré Alvarellos, 1925.
- 5. Os probes de Deus, de Luis Amado Carballo, 1925.
- 6. Martes d'antroido, de Francisca Herrera Garrido, 1925.
- 7. Antón Piruleiro, de Xesús Fernández González, 1925.
- 8. Pantelas, home libre, de Ramón Otero Pedrayo, 1925.
- 9. A terra chama, de Eugenio Carré Aldao, 1925.
- 10. O lobo da xente, de Vicente Risco, 1925.
- 11. Buserana, de Gonzalo López Abente, 1925.
- 12. A Dona das Torres, de Ángel del Castillo López, 1925.
- 13. Ana María, de Xoán Xesús González, 1925.
- 14. A propia vida, de Leandro Carré Alvarellos, 1925.
- 15. Cabalgadas en Salnés, de Fermín Bouza-Brey, 1925.
- 16. Anxélica, de Florencio Vaamonde Lores, 1925.
- 17. Manecho o da rúa, de Xosé Lesta Meis, 1926.
- 18. O Kalivera 30 H.P., de Xulián M. Magariños Negreira, 1926.
- 19. O consentimento, de Luís G. Vicencio, 1926.
- 20. Desengano, de Xan Pla Zubiri, 1926.
- 21. O home que deu vida a un morto, de Leandro Carré Alvarellos, 1926.
- 22. A Coutada, de Vicente Risco, 1926.
- 23. Xelo, o salvaxe, de Augusto Assía, 1926.
- 24. O karma de Farruco Filgueira, de Ánxel Romero Cerdeiriña, 1926.
- 25. A filla da patrona, de Xoán Xesús González, 1926.
- 26. Fuxidos…, de Gonzalo López Abente, 1926.
- 27. O filósofo de Tamarica, de Xulián M. Magariños Negreira, 1926.
- 28. O xardín do castelo de vidre, de Álvaro de las Casas, 1926.
- 29. A pecadenta silenzosa, de Manuel Bergueiro López, 1928.
- 30. O vigairo, de Xosé Filgueira Valverde, 1927.
- 31. Morta!, de Celestino Noya, 1927.
- 32. Escrito na néboa, de Ramón Otero Pedrayo, 1927.
- 33. Loita, de Rafael Fernández Casas, 1927.
- 34. Ladaíña, de Álvaro de las Casas, 1927.
- 35. De como claudicou Xaquín Quiroga, de Xacobe Casal, 1927.
- 36. O xornal de Mavi, de Leandro Carré Alvarellos, 1927.
- 37. O ilustre Cardona, de Wenceslao Fernández Flórez, 1927.
- 38. Contos, de Alfredo Canalejo, 1927.
- 39. Contos de Nadal, de Armando Cotarelo Valledor, 1927.
- 40. Alevamento, de Luís G. Vicencio, 1928.

Amais, no eido do teatro: O corazón d'un pedáneo, de Leandro Carré Alvarellos e O Mariscal de Ramón Cabanillas e Antón Villar Ponte; e no da poesía: No desterro de Ramón Cabanillas, entre outras.

### Otros artículos
- Nós (revista)
- Editorial Nós
- María Miramontes